# Good Arrows
Good Arrows — третий студийный альбом британской фолк-рок группы Tunng, изданный 27 августа 2007 года на лейблах Full Time Hobby (в Великобритании) и Thrill Jockey (в США и Канаде).

## Отзывы
| Совокупная оценка | Совокупная оценка |
| Источник          | Оценка            |
| ----------------- | ----------------- |
| Metacritic        | 75/100            |
| Оценки критиков   |                   |
| Источник          | Оценка            |
| AllMusic          | [ 3 ]             |
| Drowned in Sound  | [ 4 ]             |
| The Guardian      | [ 5 ]             |
| NME               | [ 6 ]             |
| Pitchfork         | (5.9/10)          |
| PopMatters        | [ 8 ]             |
| Stylus Magazine   | B+                |

Альбом получил положительные отзывы музыкальной критики и интернет-изданий. Songs You Make at Night получил оценку 75 из 100 на агрегаторе рецензий Metacritic, основанную на отзывах критиков, что свидетельствует о «в целом благоприятном» приёме.
Мариса Браун из AllMusic сказала в рецензии, что «на своём третьем полноформатнике Good Arrows британская группа Tunng продолжает демонстрировать то же сочетание фолка, поп-музыки и инди-электроники, которое позволило группе получить описание „фолктроника“. Лёгкие программированные биты и бипы переливаются в арпеджио акустической гитары, которые составляют основу песен, а мягкий вокал Сэма Гендерса наслаивается на вокал бэк-вокалистов и множество других инструментов, которые вплетаются в композиции».

## Список композиций
1. «Take» (Sam Genders, Tunng) — 3:24
2. «Bricks» (Genders, Tunng) — 4:19
3. «Hands» (Genders, Tunng) — 3:40
4. «Bullets» (Genders, Tunng) — 5:58
5. «Soup» (Mike Lindsay, Tunng) — 3:32
6. «Spoons» (Lindsay, Tunng) — 1:58
7. «King» (Ben Bickerton, Tunng) — 3:06
8. «Arms» (Genders, Tunng) — 5:16
9. «Secrets» (Genders, Lindsay, Tunng) — 3:31
10. «String» (Genders, Becky Jacobs, Tunng) — 2:44
11. «Cans» (Genders, Phil Winter, Tunng) — 5:26
12. «Wood» [extra track on limited CD] — 4:46
13. «Clump» [extra track on limited CD] — 4:31